# James Spaulding
James Spaulding (Indianapolis, 30 juli 1937) is een Amerikaanse jazzsaxofonist, -fluitist en componist.

## Biografie
Spaulding groeide op in Indianapolis, waar hij van zijn vader, een jazzgitarist en orkestleider, zijn eerste onderricht kreeg. Na een driejarige militaire diensttijd ging hij in 1957 naar Chicago (om naar eigen zeggen zijn voorbeeld, de tenorsaxofonist Johnny Griffin te ontmoeten), waar hij studeerde aan de Cosmopolitan School of Music. Hij nam op met Sun Ra en zijn Arkestra en toerde met hem. Spaulding werkte mee bij vier albums in 1858/1959, o.a. bij Jazz in Silhouette (1959).
Spaulding ging daarna na een korte onderbreking in Indianapolis in 1962 naar Freddie Hubbard naar New York en nam met hem meerdere albums op bij Blue Note Records (Hub Tones 1962, Breaking Point 1964, The Night of the Cookers, 1965). Gelijktijdig speelde hij ook met Randy Weston, met wie hij ook op concertreis door Europa ging. Daarna toerde hij nog een keer door Europa met Max Roach en nam hij veel op voor Blue Note Records als sideman, zoals McCoy Tyner (Tender Moments), Wayne Shorter (The Soothsayer en The All Seeing Eye, 1965), Bobby Hutcherson (Components, 1965 en Patterns, 1968), die op Patterns ook een compositie van Spaulding A Time To Go overwoog. Verder was hij met Grant Green (Solid, 1964) en Duke Pearson (Wahoo, 1964) in de studio. Spaulding is ook te horen op het album Karma van Pharoah Sanders en hij werkte ook met Leon Thomas.
Tijdens de jaren 1970 onderwees hij fluit en improvisatie aan het Livingstone College in Salisbury. Tijdens de jaren 1980 nam hij ook eigen platen op, deels bij zijn eigen label Speetones en bij Muse Records (Brilliant Corners, 1988). In 1991 nam hij zijn compositie Songs of Courage op (met koor, al deels geschreven tijdens de jaren 1960 naar aanleiding van de moord op Malcolm X en Martin Luther King). In hetzelfde jaar was hij betrokken bij het album David Murray Big Band Conducted by Lawrence 'Butch' Morris, met wie hij welbeschouwd zijn langste samenwerking had.
In 1996 ontstond zijn album The Smile of the Snake voor HighNote Records, waaraan Richard Wyands, Ron McClure en Tony Reedus meewerkten. In 1999 nam hij Escapade op, met John Hicks, Ray Drummond en Kenny Washington.
- Bibliothèque nationale de France: cb13899961p (data)
- Gemeinsame Normdatei: 134526473
- International Standard Name Identifier: 0000 0000 5514 1995
- Library of Congress Control Number: n88627476
- MusicBrainz: d7dfd39c-c5fd-4c16-b7ec-6b59db246899
- Nationale Bibliotheek van Israël: 987007398511805171
- Istituto Centrale per il Catalogo Unico: MODV296329
- SNAC: w6gg4tcc
- Système universitaire de documentation: 158966937
- Virtual International Authority File: 42026706
- WorldCat: E39PBJx8yF8rQwkbkwWWktMQMP